# Lürken

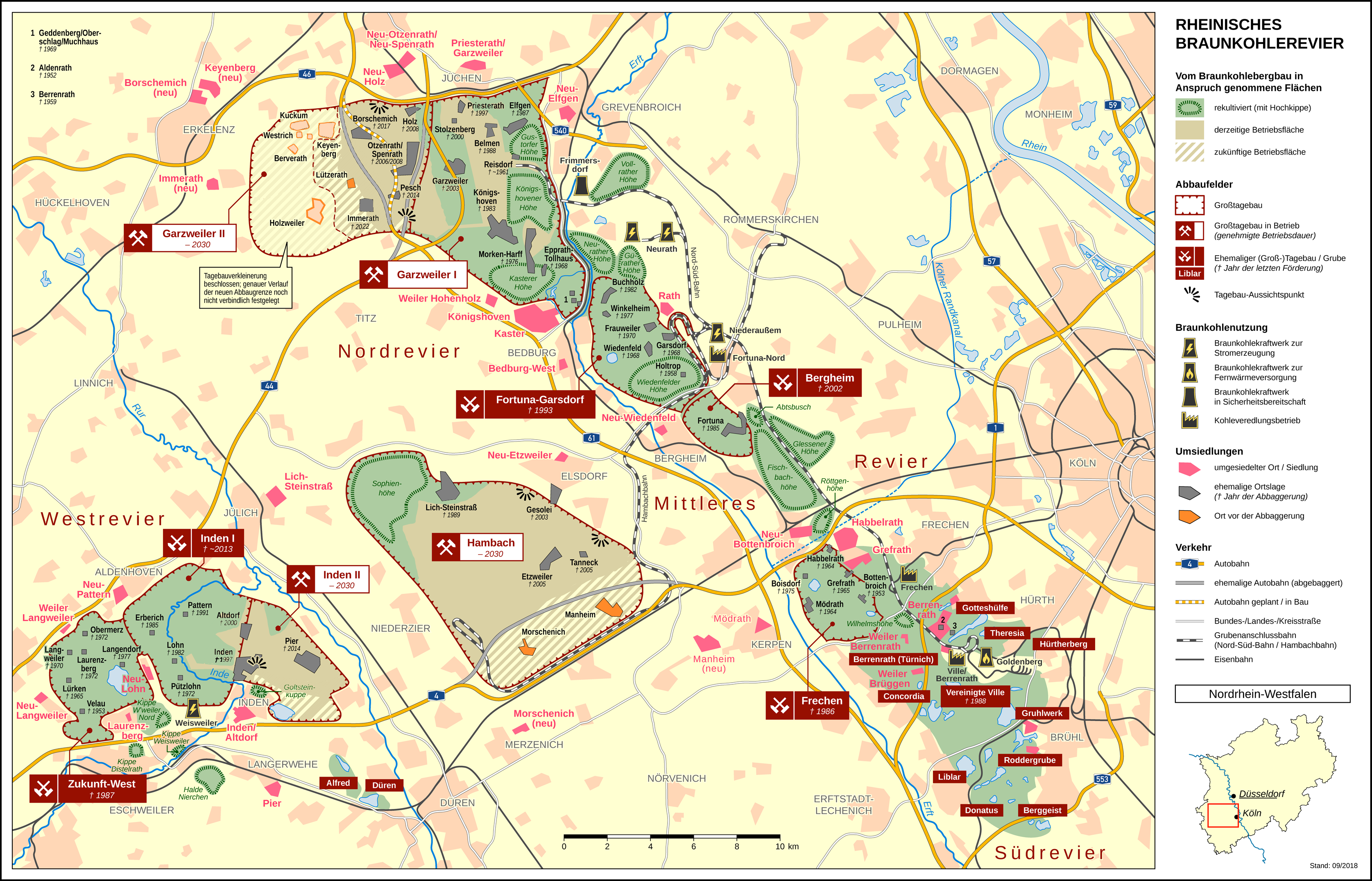
Lage des ehemaligen Ortes Lürken im Rheinischen Braunkohlerevier

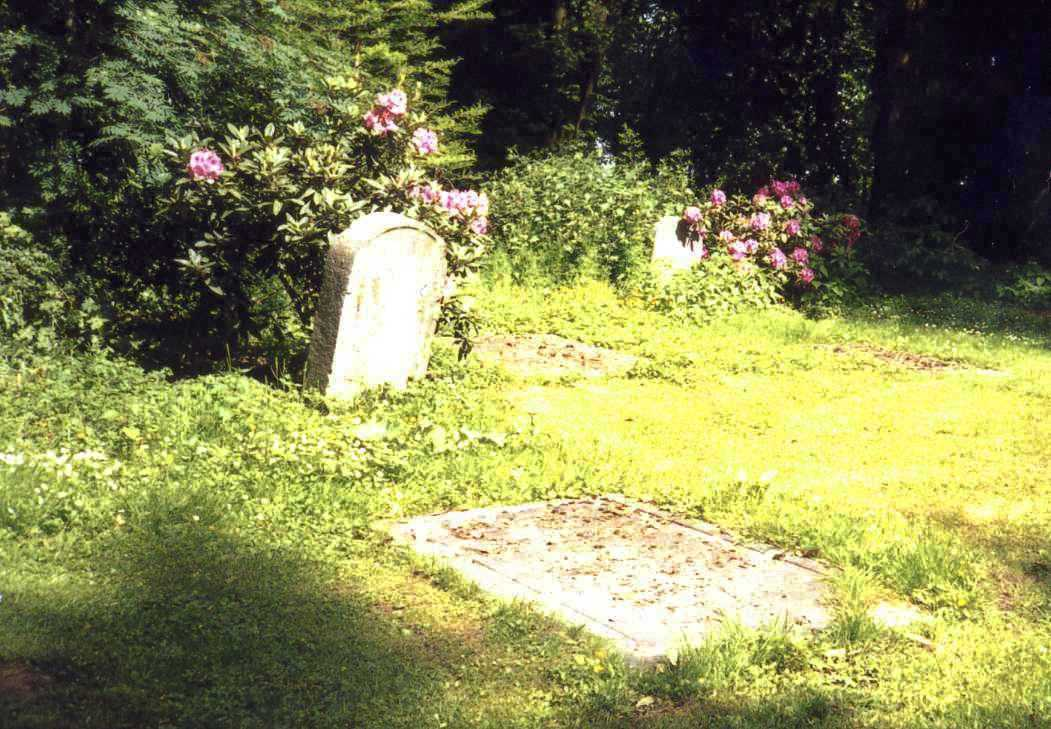
Lürkener Grabsteine auf dem Dürwißer Friedhof

Lürken war ein Stadtteil von Eschweiler nördlich von Eschweiler-Hehlrath. Die Einwohner von Lürken wurden in der Zeit von 1960 bis 1963 umgesiedelt. Der Ort wurde 1965 wegen des Braunkohletagebaus „Zukunft West“ als erster Ort im Bereich der Gruppe West abgebaggert.

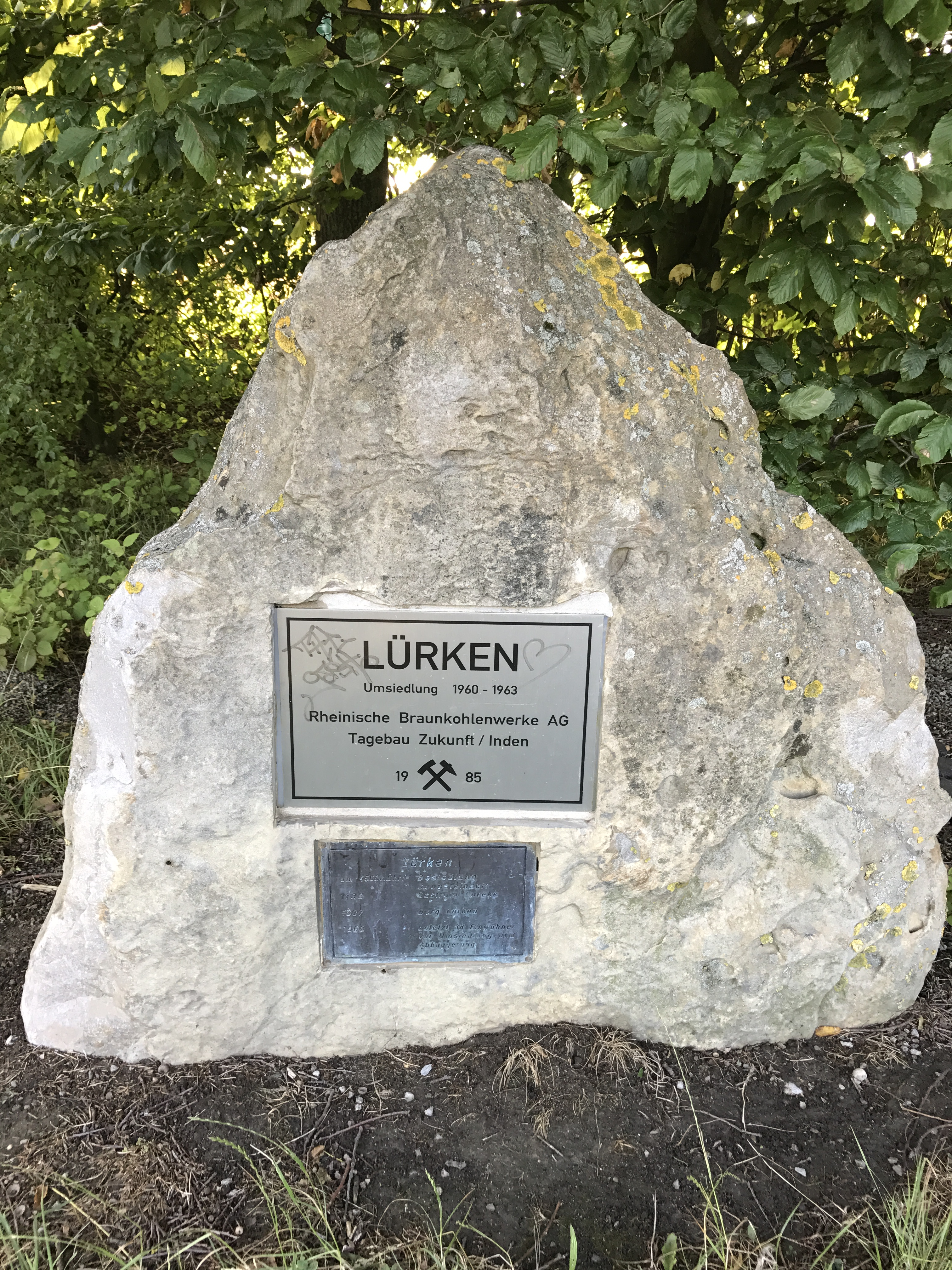
Gedenkstein für Lürken

An Lürken erinnern heute ein Gedenkstein und das alte Dorfkreuz, die sich etwa 500 m nördlich des ehemaligen Dorfkerns befinden (50° 51′ 30″ N, 6° 14′ 32,1″ O). Das kleine Bauerndorf spielte in der Geschichte der reformierten Gemeinden seit Jahrhunderten eine bedeutende Rolle. Die Grabsteine des evangelischen Friedhofes sind in den Eingangsanlagen des Dürwißer Friedhofes erhalten. Mittelpunkt des Dorfes war die Burg Lürken.

## Religionsgeschichte
Protestanten haben schon bald nach der Reformation im benachbarten Warden (heute Stadtteil von Alsdorf) gewohnt. Sie stammten wohl aus anderen Territorien, deren Obrigkeit ihnen nicht wohlgesinnt war – im Gegensatz zu den Wardener Unterherren, die mit dem neuen Glauben sympathisierten oder ihm anhingen. Ein Antrag bei der Jülicher Synode auf Zuweisung eines Predigers hatte 1573 Erfolg. Der Bescheid gilt als Gründungsurkunde der evangelischen Kirchengemeinde Lürken. Zu ihr gehörten außer Warden aus dem Herzogtum Jülich noch die Dörfer Hoengen, Langweiler, Laurenzberg und Lürken. Gottesdienste wurden über Jahrhunderte hinweg in der Burg Lürken abgehalten, deren Besitzer, die Familien von Mangelman und nachfolgend von Portmann, zum reformierten Glauben übergetreten waren. Mit der Nachbargemeinde Vorweiden (heute Stadtteil von Würselen) bestanden enge Verbindungen, denn beide Gemeinden hatten denselben Pfarrer. Als die Lürkener Burg 1811 an eine katholische Herrschaft überging, wurde das nahegelegene Schulhaus zu einem Betsaal umgebaut. In dieser Zeit gab es in Warden vier evangelische Familien mit 15 Personen. Industrie und Bergbau zogen Menschen aus nah und fern an. In kurzer Zeit wuchs die über Jahrhunderte fast gleich gebliebene Zahl der Gemeindemitglieder um die Mitte des Jahrhunderts auf mehr als das Doppelte. In Warden wohnten um 1870 etwa 30 Evangelische. Damals begannen Verhandlungen wegen eines Kirchenneubaues. Die Regierung bestimmte als Ort des neuen Gotteshauses Warden, die räumliche Mitte der Gemeinde Lürken. 1877 erfolgte die Einweihung. Die Kirche wurde im Oktober 1944 durch Bomben und Granaten stark beschädigt. Nur ihr hoher Turm überstand die Kriegswirren. Noch bis 1953 grüßte er weithin über das Land. Als er gesprengt werden musste, verlor Warden eines seiner Wahrzeichen. Ein Jahr später erhielten die Evangelischen im benachbarten Mariadorf (heute Stadtteil von Alsdorf) eine neue Kirche.